# 47708 Jimhamilton
47708 Jimhamilton este o planetă minoră (asteroid), cu un diametru de 5,649 km, din centura de asteroizi. A fost descoperită pe 26 februarie 2000 la Catalina Station⁠(d) de Catalina Sky Survey. 
Obiectul prezintă o orbită caracterizată de o semiaxă mare de 2,9728665505622 UAi, o excentricitate de 0,071820221401456, o înclinație de 10,334288079872 ° în raport cu ecliptica.